# Peter Norbeck
Peter Norbeck, né le 27 août 1870 à Vermillion (Dakota du Sud) er mort le 20 décembre 1936 à Redfield (Dakota du Sud), est un homme politique américain membre du Parti républicain.
Membre du Sénat du Dakota du Sud de 1909 à 1915, il devient à cette date lieutenant-gouverneur puis fait un mandat en tant que neuvième gouverneur du Dakota du Sud (1917-1921), et trois en tant que sénateur au Congrès des États-Unis (1921-1936). Il est le premier sénateur originaire du Dakota du Sud à occuper cette fonction.
Il est surtout connu pour avoir promu la sculpture monumentale du mont Rushmore en obtenant les fonds nécessaires à sa réalisation et soutenu la création du parc d'État Custer, plus ancien de l'État.

## Biographie
Peter Norbeck est l'aîné d'une famille de six enfants issus de deux parents immigrants, George, né à Jämtland en Suède et Karen, qui était norvégienne. À l'époque de sa naissance, la famille vit dans une cabane, située à 8 milles (13 km) de Vermillion. Peter poursuit ses études à l'Université du Dakota du Sud dans cette ville.
En 1895, il devient entrepreneur en forage de puits d'eau et de pétrole. Il déménage alors à Redfield et poursuit des études dans l'agriculture.
En juin 1901, il épouse Lydia Theresa Anderson avec laquelle il a deux fils, Harold et Selmer.

### Carrière politique
Le 9 mai 1908 Peter Norbeck se présente au poste de sénateur du Comté de Spink. Après avoir été élu, il rejoint le groupe des progressistes de Coe I. Crawford.
En 1914 il accepte à contrecœur l'invitation de Frank M. Byrne de se présenter comme 
lieutenant-gouverneur sous l'étiquette du parti républicain.
C'est en 1916 que Norbeck se présente au poste de gouverneur et bat le candidat démocrate W. T. Rinehart, devenant ainsi le neuvième gouverneur du Dakota du Sud. Il restera à ce poste de 1917 à 1921.
En 1920 il est facilement élu sénateur avec 50 % des voix devant un candidat démocrate et deux candidats indépendants. Il est réélu en 1926 et en 1932.
Norbeck a beaucoup œuvré au développement du tourisme au Dakota du Sud. Il a aidé Gutzon Borglum à créer la sculpture monumentale du mont Rushmore à l'effigie des présidents, en réussissant à convaincre les présidents Calvin Coolidge et Franklin D. Roosevelt d'apporter leur soutien et leur aide financière au projet. Il a aussi été à l'origine du développement de la région des Black Hills, avec la construction de deux routes touristiques qui traversent le parc d'État Custer : la Needles Highway et l'Iron Mountain Road .
Il meurt d'un cancer à Redfield pendant son troisième mandat de sénateur, en 1936 et est enterré à Platte, dans le Dakota du Sud.

## Sources
- (en) Cet article est partiellement ou en totalité issu de l’article de Wikipédia en anglais intitulé « Peter Norbeck » (voir la liste des auteurs).
- (en) Biographical Directory of the United States Congress